# LAC-IX
LAC-IX es la Asociación de Internet Exchange (IX por sus siglas en inglés) de América Latina y el Caribe. LAC-IX es una entidad sin fines de lucro que cuenta con el apoyo de Internet Society y LACNIC. 
LAC-IX es parte de la IX-F (Federación Internacional de Internet eXchange), organización compuesta también por Euro-IX, APIX y Af-IX. 

## Socios
La agrupación está compuesta por Puntos Neutros de toda América Latina:
- CABASE (Argentina)
- IX.br (Brasil)
- PERU-IX (Perú)
- CITI (Mexico)
- cr!x (Costa Rica)
- IXpy (Paraguay)
- IXP Ecuador (Ecuador)
- PIT Bolivia (Bolivia)
- IX.do (República Dominicana)
- IX.gt (Guatemala)
- AMS-IX Caribe (Caribe)
- Intered (Panamá)
- Konnecta (Mexico)
- APROSVA (Ecuador)
- IXSAL (El Salvador)
- LACNIC
- Internet Society